# Graffillidae
Graffillidae är en familj av plattmaskar. Enligt Catalogue of Life ingår Graffillidae i ordningen Neorhabdocoela, klassen virvelmaskar, fylumet plattmaskar och riket djur, men enligt Dyntaxa är tillhörigheten istället ordningen Dalytyphloplanida, klassen Rhabdocoela, fylumet plattmaskar och riket djur. Enligt Catalogue of Life omfattar familjen Graffillidae 7 arter. 
Kladogram enligt Catalogue of Life och Dyntaxa:
| Graffillidae | \| \| Breslauilla \| \| \| \| \| \| Bresslauilla \| \| \| \| \| \| Graffilla \| \| \| \| \| \| Paravortex \| \| \| \| \| \| Pseudograffilla \| \| \| \| \| \| Vejdovskya \| \| \| \| |
|              | \| \| Breslauilla \| \| \| \| \| \| Bresslauilla \| \| \| \| \| \| Graffilla \| \| \| \| \| \| Paravortex \| \| \| \| \| \| Pseudograffilla \| \| \| \| \| \| Vejdovskya \| \| \| \| |
|              | Dalyelliidae |
|              | |
|              | Fecampiidae |
|              | |
|              | Polycystidae |
|              | |
|              | Provorticidae |
|              | |
|              | Pterastericolidae |
|              | |
|              | Typhloplanidae |
|              | |
|              | Umagillidae |
|              | |
|              | Breslauilla |
|              | |
|              | Bresslauilla |
|              | |
|              | Graffilla |
|              | |
|              | Paravortex |
|              | |
|              | Pseudograffilla |
|              | |
|              | Vejdovskya |
|              | |

|  | Breslauilla     |
|  |                 |
|  | Bresslauilla    |
|  |                 |
|  | Graffilla       |
|  |                 |
|  | Paravortex      |
|  |                 |
|  | Pseudograffilla |
|  |                 |
|  | Vejdovskya      |
|  |                 |